# Estádio Anoeta
O Estádio Municipal de Anoeta ou Reale Arena é um estádio de futebol, localizado e de propriedade do município de San Sebastián, na comunidade do País Basco, Espanha. 
O Real Sociedad, clube da primeira divisão espanhola disputa seus jogos nesse estádio. O estádio fica no Complexo Esportivo de Anoeta e é usado principalmente para partidas de futebol onde a Real Sociedad, do time da Liga, disputa seus jogos em casa. 
A capacidade total de assentos do estádio, que era originalmente de 32.000, foi restrita a cerca de 26.800 devido a obras de remodelação; sua capacidade para conclusão em setembro de 2019 foi citada como 40.000 assentos (abaixo dos 42.300 dados dois anos antes).
É o terceiro estádio da história do time basco. Os anteriores foram o Estádio Ondarreta (1910-1913) e o Estádio de Atocha (1913-1993).
O estádio é multiuso, abriga espetáculos de música, competições de atletismo e jogos de rugby.
Sua construção, bancada pelo próprio município basco, iniciou-se em 1990 visando substituir então Estádio de Atocha.  Inaugurado em 13 de agosto de 1993 com o campeonato europeu juvenil de atletismo, seu primeiro jogo foi o amistoso Real Sociedad 2 a 2 Real Madrid, disputado no mesmo dia da inauguração. Loren, do Sociedad, marcou o primeiro gol do Estádio.